# Bari Challenger
Il Bari Challenger è stato un torneo professionistico di tennis giocato su campi in terra rossa. Faceva parte delle ATP Challenger Series. Si è giocato annualmente al Circolo Tennis Bari di Bari, in Italia, dal 1981 al 1983.

## Storia
Il tennis fu introdotto a Bari negli anni 1920 e i primi tornei furono organizzati dal locale Skating Club; la disciplina ebbe larga diffusione e nacquero altri circoli tennistici. Nel 1957 fu inaugurato il Circolo Tennis Bari che diventerà sempre più importante fino a organizzare nel 1981 il Bari Challenger. Il torneo nacque con un montepremi di 25.000$ e alla prima edizione presero parte giocatori famosi come Paolo Bertolucci, Antonio Zugarelli e il cileno Belus Prajoux, protagonisti cinque anni prima della finale di Coppa Davis 1976 vinta dall'Italia.
Dopo le prime tre edizioni, nel 1984 il montepremi fu portato a 75.000$ e il torneo Challenger fu sostituito dal Kim Top Line, evento facente parte del circuito Grand Prix sponsorizzato dall'azienda di abbigliamento Kim che si continuò a tenere al Circolo Tennis Bari fino al 1989. Nel 1990 fu trasferito all'IP Club di Genova, il nuovo sponsor fu la IP e il torneo prese il nome IP Cup. Si giocarono a Genova quattro edizioni prima che i diritti fossero acquisiti dall'Austria e nel 1994 la nuova sede fu quella di St. Pölten, dove il torneo prese il nome Internationaler Raiffeisen Grand Prix. Dopo 12 edizioni a St. Pölten, nel 2006 il torneo fu trasferito a Pörtschach am Wörther See sotto il nuovo nome Hypo Group Tennis International e venne dismesso nel 2008.

## Albo d'oro

### Singolare
| Anno | Campione           | Finalista        | Punteggio |
| ---- | ------------------ | ---------------- | --------- |
| 1983 | Corrado Barazzutti | Carlos Castellan | 6–0, 6–1  |
| 1982 | Paul McNamee       | Balázs Taróczy   | 6–2, 6–2  |
| 1981 | Zoltán Kuhárszky   | Paolo Bertolucci | 6–4, 6–0  |

### Doppio
| Anno | Campioni                            | Finalisti                          | Punteggio     |
| ---- | ----------------------------------- | ---------------------------------- | ------------- |
| 1983 | Luca Bottazzi Simone Colombo        | Mario Calautti Bruce Derlin        | 6–2, 3–6, 6–3 |
| 1982 | Alejandro Ganzábal Gustavo Guerrero | Luca Bottazzi Ivan Du Pasquier     | 6–3, 6–2      |
| 1981 | Ian Harris Belus Prajoux            | Gianni Marchetti Alejandro Pierola | 6–4, 6–2      |